# John McVicar
John McVicar (* 1940 – 6. září 2022) byl britský novinář, bývalý odsouzený ozbrojený lupič.

## Kariéra
V šedesátých letech byl ozbrojeným lupičem, kterého Scotland Yard označil jako „veřejného nepřítele č. 1“. Byl zatčen a odsouzen k trestu odnětí svobody na 23 let. Z vězení několikrát utekl a po jeho posledním dopadení byl odsouzen na 26 let. Později vystudoval sociologii na Open University a získal bakalářský titul. V roce 1978 byl podmínečně propuštěn.
Napsal vlastní biografii McVicar by Himself a scénář k filmu McVicar z roku 1980, ve kterém hrál titulní roli Roger Daltrey. Po svém propuštění z vězení studoval na University of Leicester.
V roce 1998 byl obžalovaný za to, že o sprinterovi Linfordovi Christiem tvrdil, že je „steroidový atlet“. McVicar soud prohrál. Paradoxně šest měsíců po prohraném soudu Christie ukončil svou závodní kariéru poté, co mu byl udělen dvouletý zákaz závodění za doping.
V roce 2002 vydal McVicar knihu o vraždě Jill Dando, Dead on Time, ve které odsouzeného vraha Barryho George popisuje jako inteligentního lháře, který se snaží chovat jako hlupák, aby mohl zvládnout tento obtížný úkol. Kniha vyšla poté, co bylo Georgeovo první odvolání zamítnuto. (Jeho odsouzení bylo v roce 2008 zrušeno a George byl propuštěn na svobodu.) McVicar je také autorem knihy Who Killed Jill? You Decide, ve které zkoumá britský systém poroty u soudu.